# Große Mainzer Jupitersäule

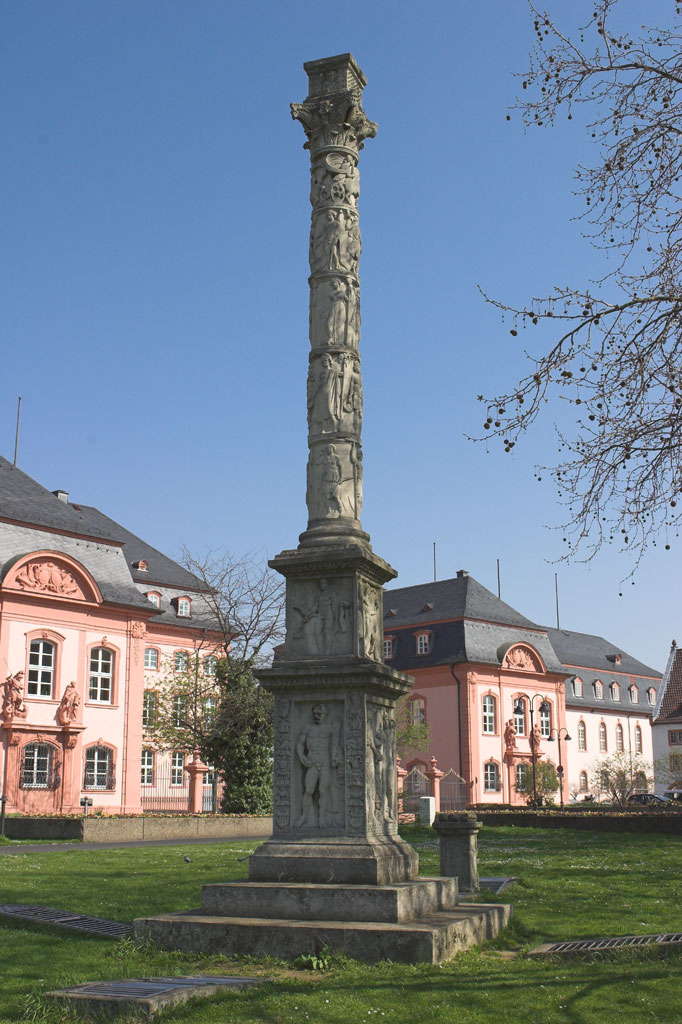
Die Große Mainzer Jupitersäule (Nachbildung vor dem Landtag Rheinland-Pfalz, Mainz)

Die Große Mainzer Jupitersäule ist ein in der zweiten Hälfte des ersten Jahrhunderts in Mogontiacum (dem heutigen Mainz) errichtetes ziviles Denkmal zu Ehren des römischen Gottes Jupiter. Sie ist die älteste und größte sowie aufwendigste Jupitersäule, die bisher im deutschsprachigen Raum gefunden wurde. Die Große Mainzer Jupitersäule war Vorbild für weitere, vor allem im zweiten und dritten Jahrhundert errichtete Jupitersäulen in den römischen Provinzen Germania inferior (Untergermanien) und Germania superior (Obergermanien). Sie wurde in der Spätzeit des Römischen Reiches zerstört und 1904/05 wiederentdeckt. Heute sind die rekonstruierten Überreste in der Steinhalle des Landesmuseums in Mainz zu besichtigen. Kopien der Großen Mainzer Jupitersäule befinden sich außer in Mainz selbst noch beim Kastell Saalburg, in Saint-Germain-en-Laye und in Rom.

## Geschichtlicher Hintergrund

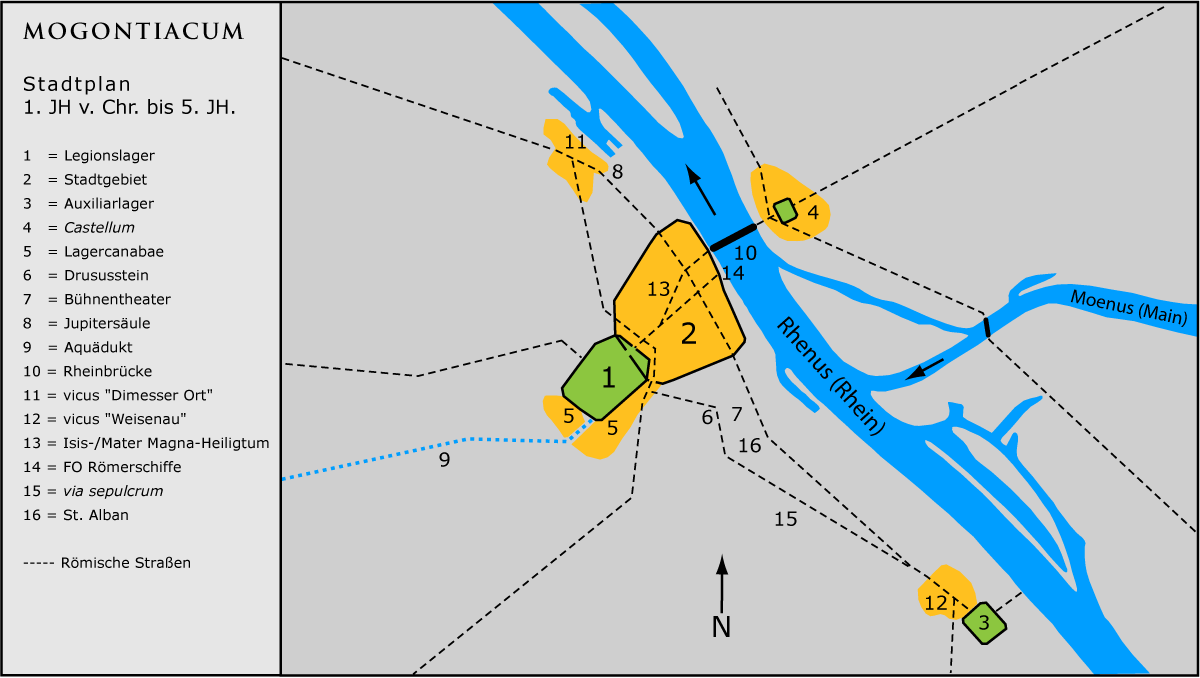
Lage der Großen Mainzer Jupitersäule und des Dimesser Ortes in Mogontiacum

13/12 v. Chr. begann mit dem Bau eines Legionslagers auf dem Mainzer Kästrich (Erhebung oberhalb des Rheintals) die fast 500 Jahre dauernde römische Präsenz in Mainz. Kurz danach entstanden mehrere Canabae (Zivilsiedlungen) an den Hängen des Kästrich hin zum Rhein und in Weisenau, die sich schnell zu einzelnen, lose zusammenhängenden Zivilsiedlungen entwickelten. Im Bereich der heutigen Mainzer Neustadt in Höhe des Zoll- und Binnenhafens wurde dabei eine in der Fachliteratur als „Dimesser Ort“ bezeichnete Siedlung gegründet. Hier befand sich wahrscheinlich in der ersten Hälfte des ersten Jahrhunderts ein Flottenstützpunkt der römischen Rheinflotte. Zusätzlich lassen archäologische Funde die Interpretation zu, dass sich hier auch ein größerer Umschlagplatz für per Schiff transportierte Waren befand. In Fachkreisen wird die Siedlung deshalb als vicus der Handels- und Fernkaufleute angesehen. Mit Beginn der zweiten Hälfte des ersten Jahrhunderts muss diese Zivilsiedlung bereits eine große Bedeutung für das zivile Leben in Mainz sowie einen gewissen Wohlstand gehabt haben. Auch eine Deutung als früher ziviler Mittelpunkt von Mainz zum damaligen Zeitpunkt wird angenommen. Während der Herrschaft Kaiser Neros stifteten Bewohner (canabarii) dieser Siedlung das heute als Große Mainzer Jupitersäule bezeichnete Weihedenkmal. Zusammen mit einem Altarstein für Dankopfer wurde sie als Zeichen ihrer Ergebenheit und Treue zum Kaiserhaus in der Siedlung aufgestellt.

## Wiederauffindung und Rekonstruktion
Im Dezember 1904 wurde der damalige Leiter des Römisch-Germanischen Zentralmuseums in Mainz, Ludwig Lindenschmit, auf Bronzefragmente aufmerksam, die Bauarbeiter bei einem Altmetallhändler verkauften. Ein mit einer Sandale bekleideter Fuß sowie Überreste eines Blitzbündels stellten sich als Teile der überlebensgroßen Jupiterfigur heraus. Nachdem Lindenschmit den Fundort in der Sömmerringstraße Nr. 6 in der Mainzer Neustadt ausfindig machen konnte, wurden in mehrwöchigen Nachgrabungen Anfang 1905 in zweieinhalb Meter Tiefe die Überreste der Jupitersäule gefunden. Insgesamt fast 2000 Fragmente verschiedenster Größe wurden geborgen. Die Fundsituation ließ schon damals den Schluss zu, dass die Trümmerstücke der Jupitersäule das Ergebnis einer systematischen und geplanten Zerstörung sowie Deponierung der Bruchstücke gewesen waren. Lindenschmit, der in Europa einen guten Ruf als Konservator genoss, rekonstruierte in aufwendiger Arbeit die Säule aus den Trümmern. Dies wurde durch Versatzmarken erleichtert, welche die Abfolge der einzelnen Säulenabschnitte und deren Anordnung festlegten. Dazu schrieb er später:

„Der Aufbau der einzelnen Glieder, der Sockel, Säulentrommeln usw. erfolgte so, dass zunächst die zusammengehörigen, sich oft nur an schmalen Bruchstellen berührenden Teile der Außenseite mittels Messingdollen und Steinkitt zueinander geheftet wurden. Da, wo größere Stücke im Innern der Säule fehlten, wurde die Verbindung mit den Außenseiten, um das Gewicht nicht unnötig zu erhöhen, mit Backsteinen, die in eine aus Leim und Gips gefertigte Masse gebettet wurden, hergestellt.
Außerdem verband man die nach außen gewendeten Teile unter sich und mit dem Kern durch eingelegte Metallklumpen, Drähte und Klammern. Alle Lücken im Innern wie außen wurden mit der erwähnten Masse oder mit Steinkitt ausgefüllt.“

Trotz der sich abzeichnenden überregionalen Bedeutung des Fundes wurde die Jupitersäule für mehrere Jahrzehnte an verschiedenen Orten unter freiem Himmel gelagert. Ab 1963 wurde sie dann in der Steinhalle (der früheren Reithalle des Kurfürstlichen Marstalls) des heutigen Landesmuseums Mainz gezeigt. Dort wird sie zusammen mit anderen bedeutenden Steindenkmälern der circa 2000 Einzelstücke umfassenden Sammlung römischer Steindenkmäler aus der römischen Zeit von Mainz ausgestellt. Im Herbst 2016 wurden die Teile der Säule zur Untersuchung an das Fraunhofer-Entwicklungszentrum Röntgentechnik in Erlangen versandt. Dort soll in etwa zweijähriger Arbeit festgestellt werden, wie die einzelnen Teile der Jupitersäule vor 2000 Jahren ausgesehen haben.
Die Nachbildungen der Großen Mainzer Jupitersäule vor dem Deutschhaus in Mainz und bei der Saalburg orientieren sich eng an dem Original. Bei einigen Abbildungen wurden in geringem Grad fehlende Partien der Skulpturen und der Schmuckfriese ergänzt. Nicht eindeutig feststellbar war, ob die Jupiterfigur einstmals stehend oder sitzend konzipiert wurde. Eine Bemalung der Jupitersäule kann als möglich angenommen werden, ist aber aufgrund der Funde nicht belegbar. Derzeit (Stand Oktober 2016) ist die Kopie der Säule vor dem Landtag Rheinland-Pfalz in der Großen Bleiche in Mainz wegen Restaurierungsarbeiten abgebaut.

## Beschreibung und Figurenprogramm
Die Große Mainzer Jupitersäule besteht aus zwei unterschiedlich großen, fast kubischen Sockelsteinen und fünf Säulentrommeln, die sich nach oben im Durchmesser leicht verjüngen. In diesem Bereich des Denkmals werden insgesamt 28 unterschiedliche Gottheiten der römisch-keltischen Mythologie dargestellt. Auf der Säule sitzt ein reich verziertes Kapitell korinthischen Typs mit einem darauf sitzenden kubischen Abschluss-Stein, auf dem die Jupiterfigur stand. Die Säule misst ohne Jupiterfigur 9,14 Meter, mit der 3,36 Meter großen Jupiterfigur hatte die Jupitersäule damit eine Gesamthöhe von insgesamt 12,50 Metern. Gefertigt wurde sie wie zahlreiche weitere Steindenkmäler des römischen Mogontiacums aus lothringischem Keuper (Kalkstein) aus der Gegend von Verdun.

### Sockelsteine
Die beiden leicht profilierten Sockelsteine standen wahrscheinlich auf einem mehrstufigen Unterbau, über den aber nichts bekannt ist. Der untere der beiden Sockelsteine zeigt auf den vier Bildseiten Jupiter selbst sowie die Göttin des Glücks, Fortuna, und Minerva, die Göttin der Weisheit. Dazu kommen noch Mercurius, der Gott des Handels, und möglicherweise Salus, die weibliche Gottheit des personifizierten Wohlergehens. Allein dargestellt wird auf der vierten Bildseite Herkules. Der zweite Sockelstein zeigt Apollo, Gott der Musik und der Künste, sowie die beiden Dioskuren. Die Frontalseite der Jupitersäule (die dem Opferaltar zugewendete Seite) enthält die weiter unten erwähnte Stiftungsinschrift. Zusätzlich zu den Götterfiguren weisen die jeweiligen Bildseiten ein reichhaltiges umgebendes Dekor auf.

Sockelsteine (Nachbildung der Großen Mainzer Jupitersäule vor der Saalburg)
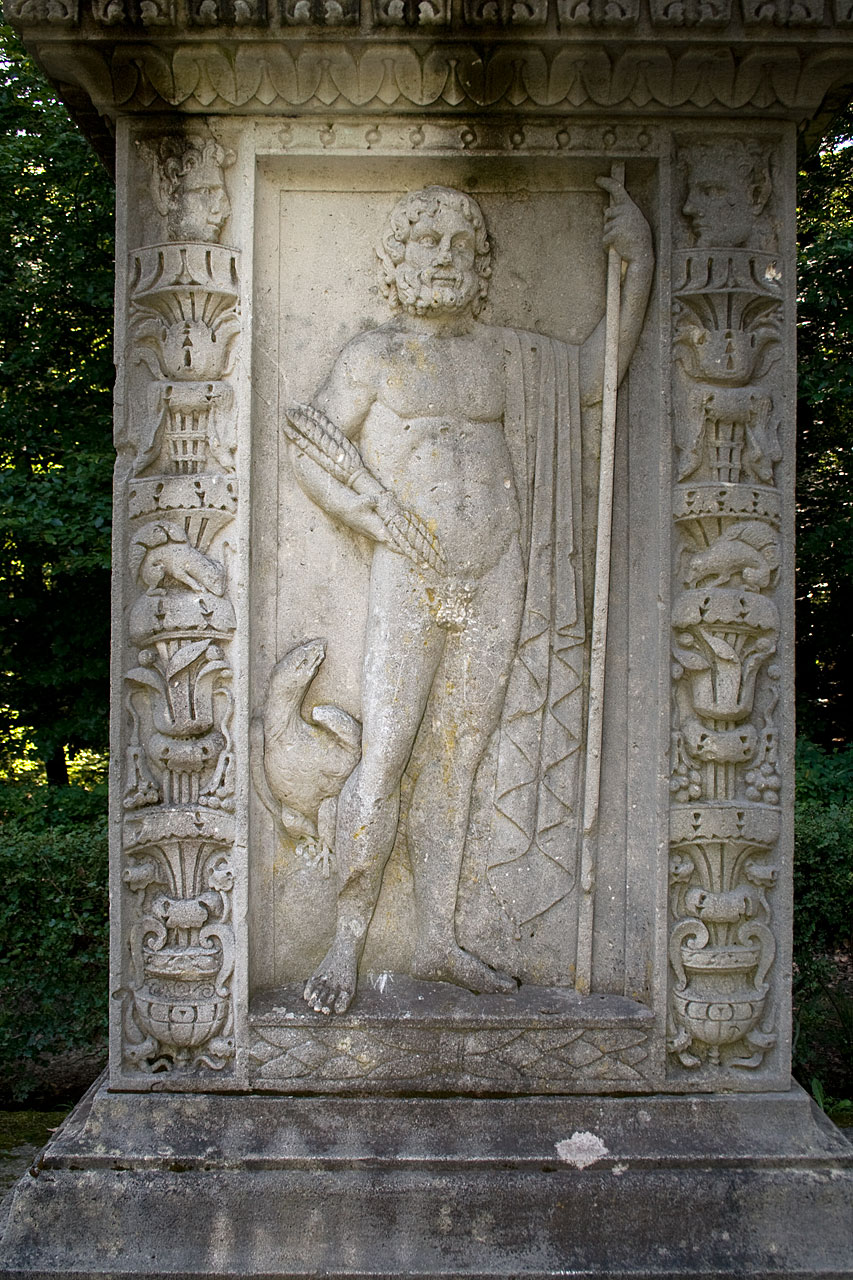
Jupiter
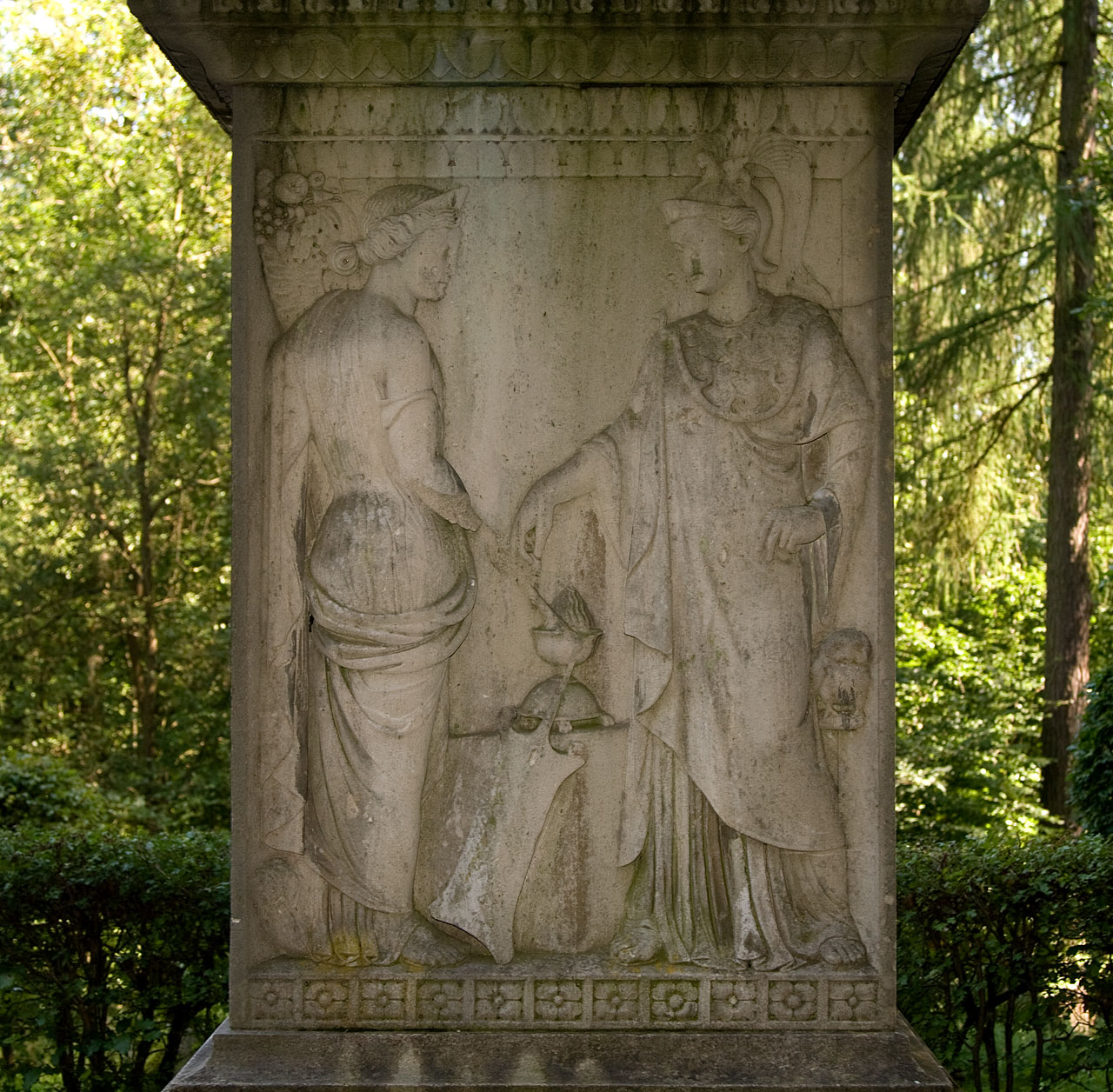
Fortuna (li.) und Minerva
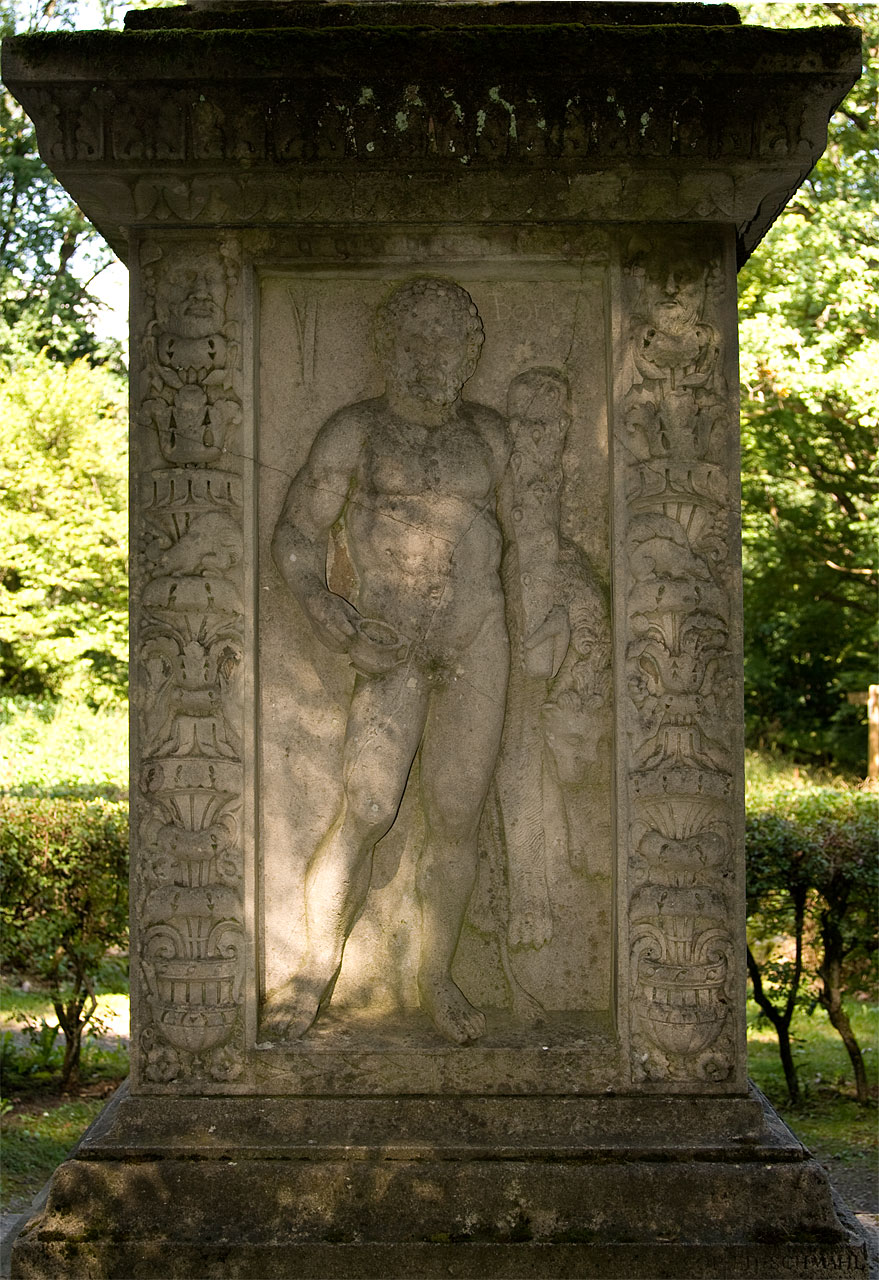
Herkules
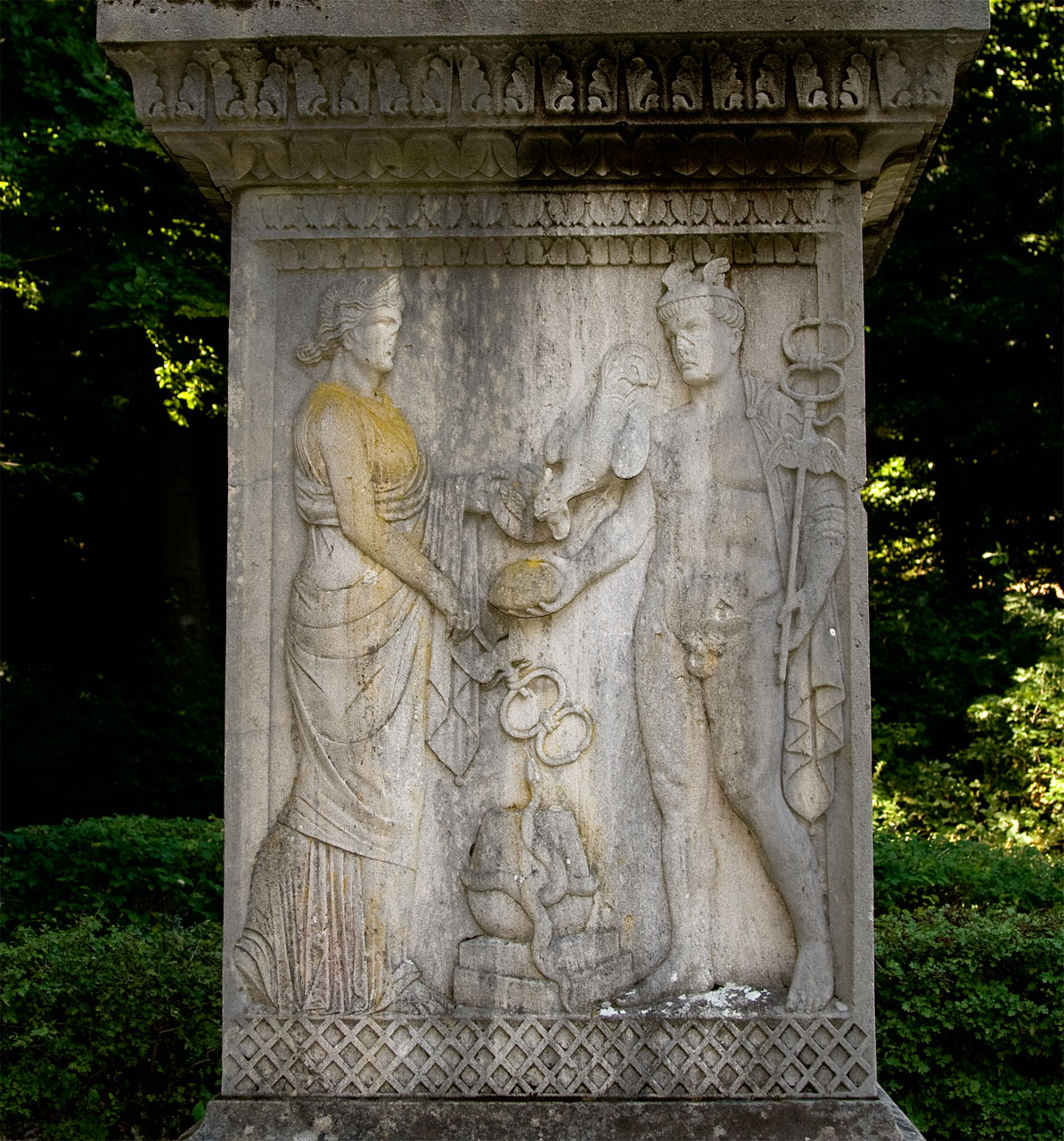
Salus (? li.) und Mercurius

### Säulentrommeln

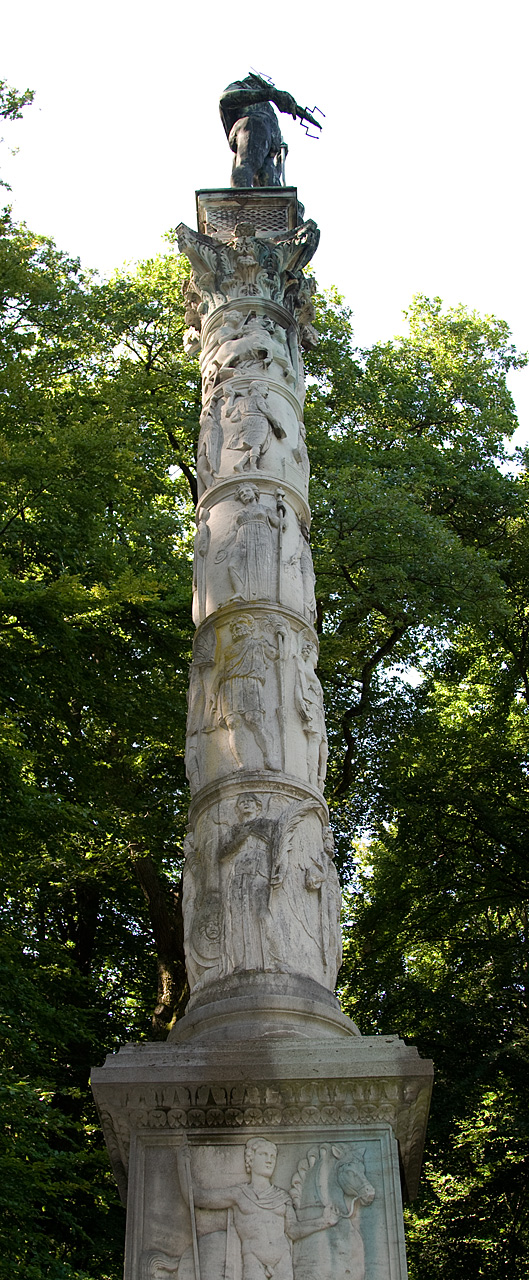
Figurenprogramm der Säulentrommeln (Nachbildung Saalburg)

Die Säulentrommeln zeigen in aufsteigender Ordnung folgende, teils nicht mit letzter Sicherheit identifizierbare Gottheiten oder Personifikationen:
Auf der untersten Säulentrommel werden der Meeresgott Neptunus, Diana, die Göttin der Jagd, die Siegesgöttin Victoria sowie der Kriegsgott Mars dargestellt. Die nächste Trommel zeigt zwei weibliche Gottheiten, die als Stadtgöttin Roma (?) und als Vegetationsgöttin Ceres (?) gedeutet werden könnten, sowie Vulcanus, den Gott der Schmiedekunst, und möglicherweise Virtus (?), die Personifikation der Tapferkeit. Bei der nächsten Säulentrommel lässt sich keine der abgebildeten Gottheiten eindeutig bestimmen. Möglicherweise werden hier die Friedensgöttin Pax, Aequitas, die Personifikation der Gerechtigkeit, die Hausgöttin Vesta sowie eine nicht näher bestimmbare weibliche Göttin dargestellt.
Die vorletzte Säulentrommel zeigt eine Person, die möglicherweise den Genius Neros darstellt, den Gott des Weines Bacchus sowie zwei Laren, Schutzgötter der römischen Mythologie. Auf der letzten Säulentrommel sind Luna, die Göttin des Mondes, und Sol, der Gott der Sonne, dargestellt. Luna wird als Lenkerin einer Biga (Zweigespann) dargestellt, während Sol eine Quadriga lenkt.

### Kapitell und Abschluss-Stein
Das korinthische Kapitell, das auf der letzten Säulentrommel aufsitzt, ist typischerweise mit reich verzierten Akanthusblättern in zwei übereinander liegenden Reihen verziert. Der auf dem Kapitell sitzende Abschluss-Stein ist mit Blütendekor und Diagonalmuster verziert.

### Jupiterfigur
Die auf der Säule stehende Jupiterfigur ist nur in wenigen Bruchstücken erhalten. Es kann davon ausgegangen werden, dass bei der gewaltsamen Zerstörung der Jupitersäule die vergoldete bronzene Jupiterstatue wegen ihres Metallwertes zerschlagen und eingeschmolzen wurde. Die mit weit über drei Metern überlebensgroße Figur war stehend oder sitzend abgebildet, mit einem Blitzbündel als typisches Attribut in der Hand und einem neben ihm stehenden Adler. Erhalten geblieben sind der linke Fuß (mit einer Sandale bekleidet), ein Finger, ein Blitzkeil, eine Klaue des Adlers sowie kleinere Teile der Mittelpartie des Körpers.

Säulentrommeln und Jupiterfigur (Nachbildung der Großen Mainzer Jupitersäule vor der Saalburg)
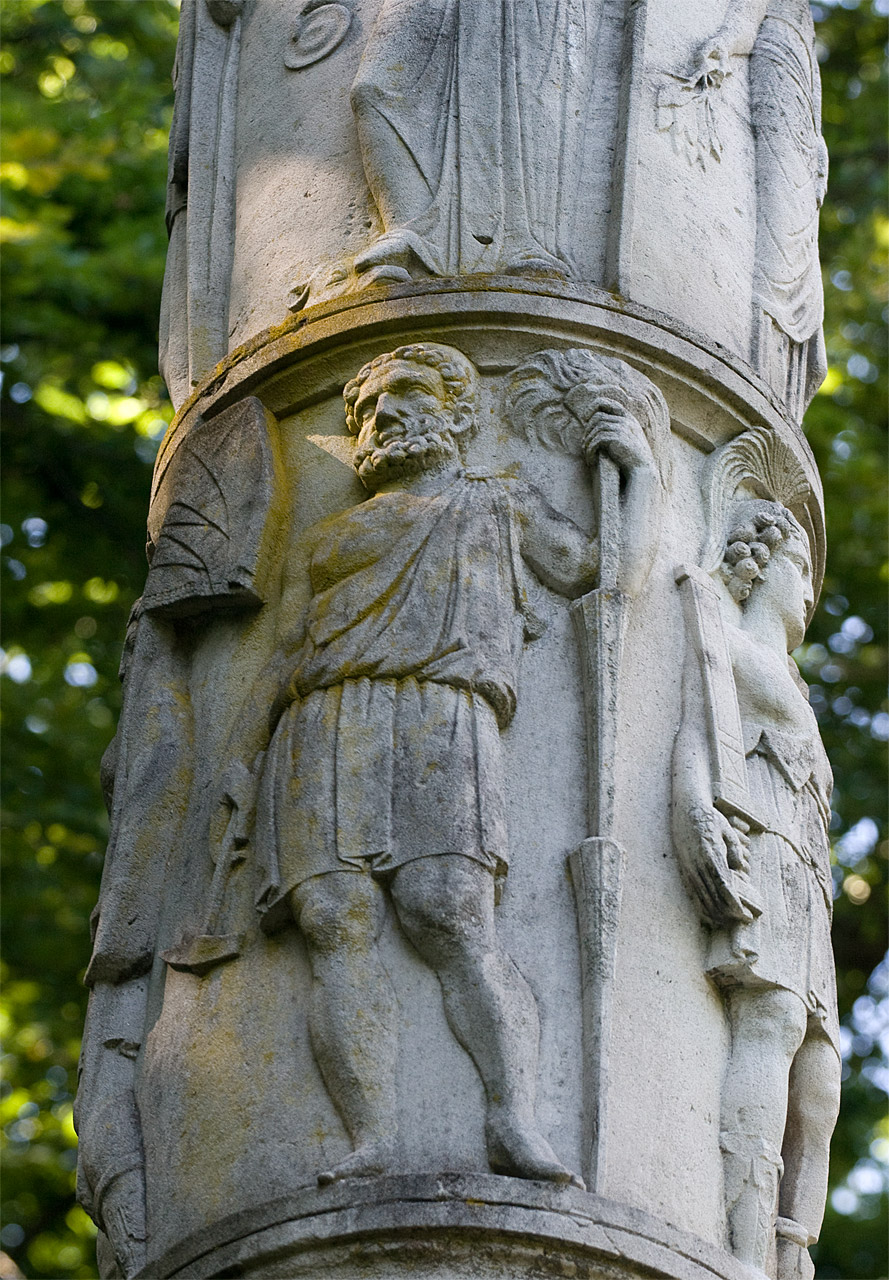
Vulcanus
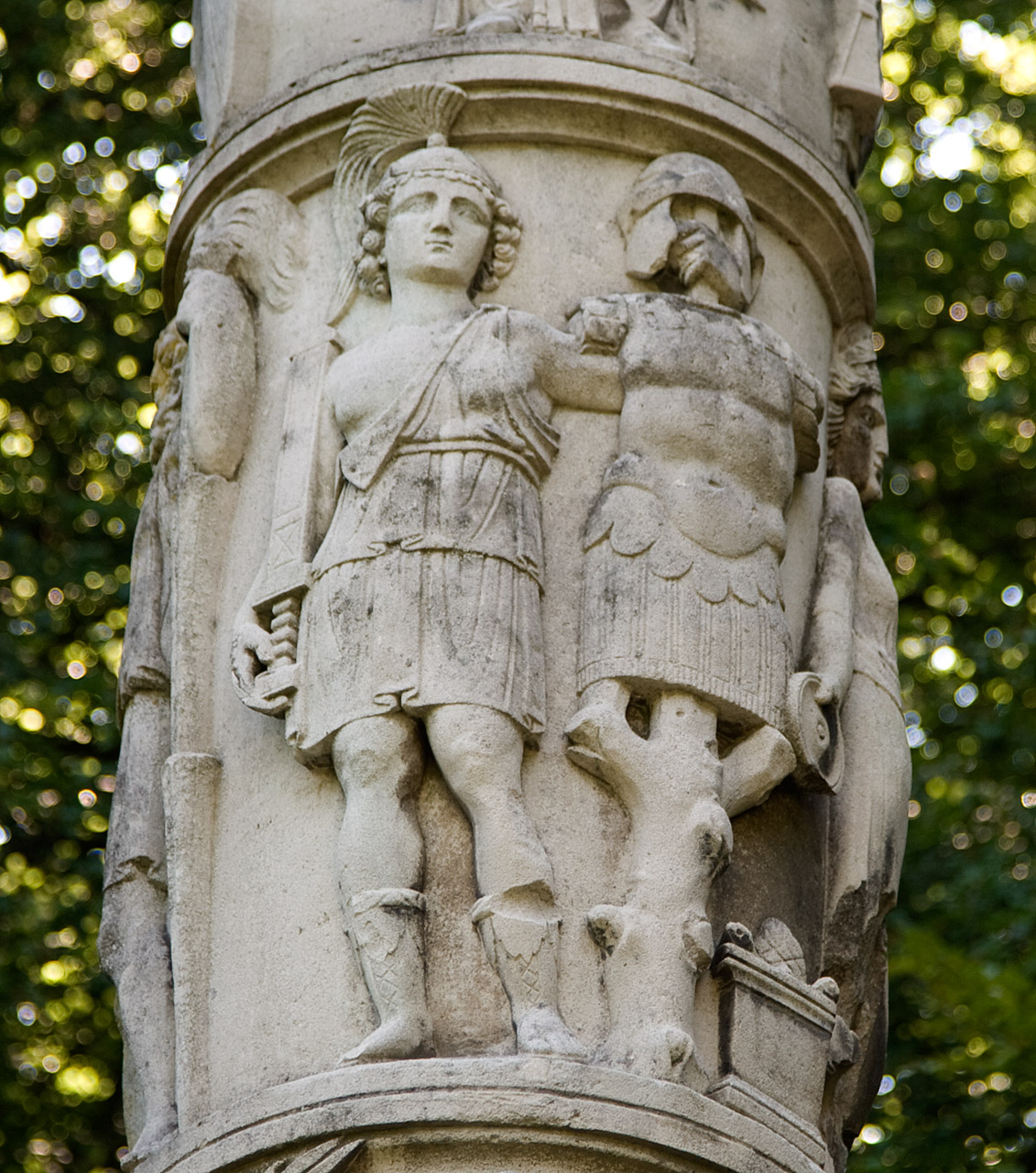
Virtus (?), Personifikation der Tapferkeit
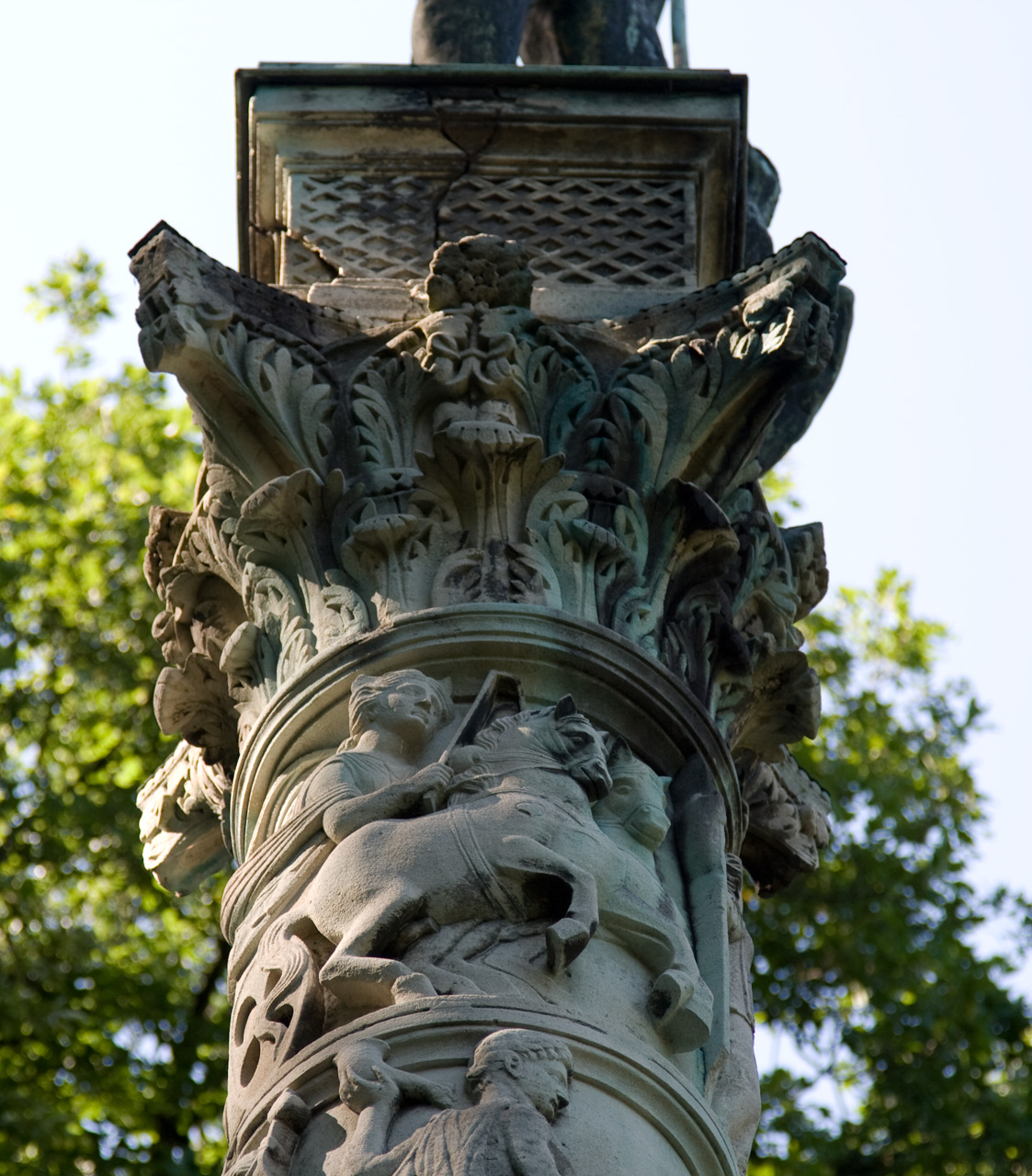
Korinthisches Kapitell
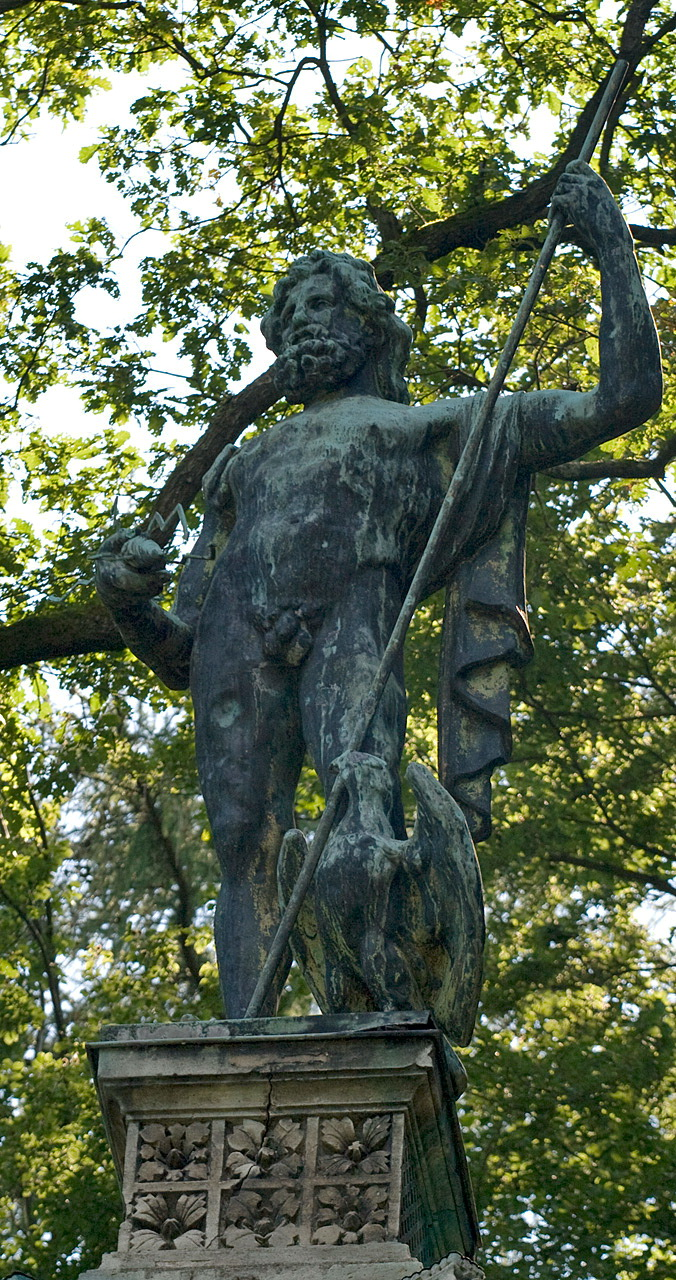
Rekonstruktionsversuch Jupiterfigur

## Inschriften

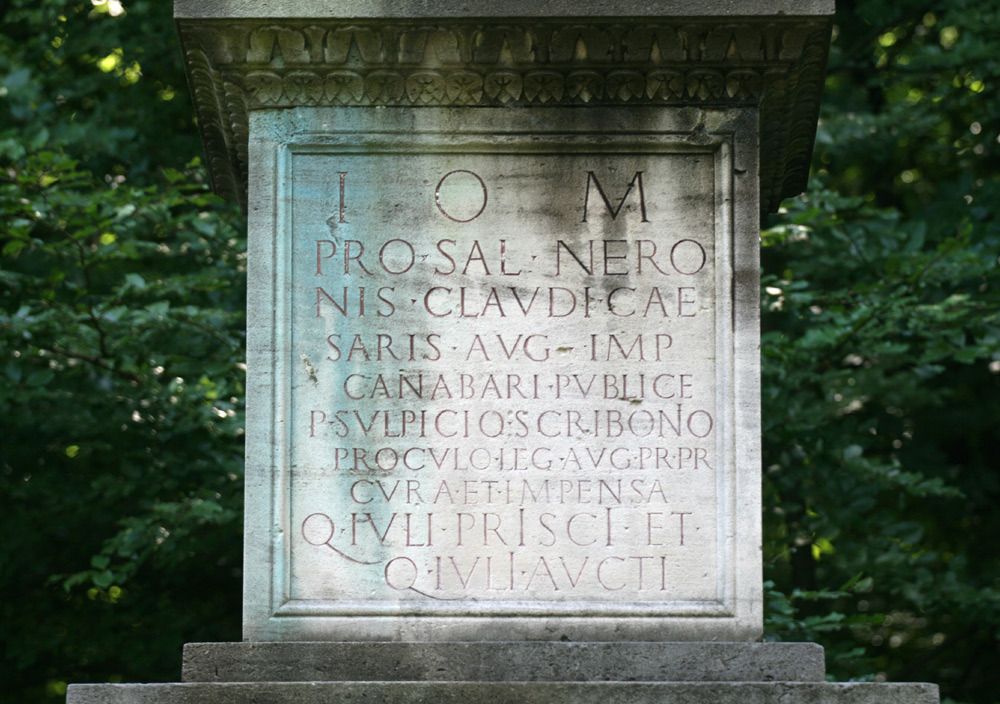
Weiheinschrift Jupitersäule (Nachbildung Saalburg)

Zusammen mit den Bruchstücken der Jupitersäule kamen auch Inschriften zutage. Eine Weiheinschrift ist auf der Vorderseite eines der unteren Sockel integriert. Sie wird in verkürzter Form auf einem Opferaltar wiederholt, der in einigem Abstand vor der Jupitersäule stand und ebenfalls erhalten ist. Stifter sind die canabarii, also die Zivilbevölkerung einer namentlich nicht näher bezeichneten Zivilsiedlung. In ihrem Auftrag weihten die beiden namentlich genannten curatores Quintus Iulius Priscus und Quintus Iulius Auctus das Denkmal samt Weihealtar.
Die Namen der beiden höchstwahrscheinlich einheimisch-keltischen Bildhauer finden sich ebenfalls auf einem der unteren Sockelsteine. Die Inschrift lautet: [S]amus et Severus Venicarii f(ilii) sculpserunt.
Die Weiheinschrift auf der Vorderseite des Zwischensockels lautet:
| Originaltext | Lesung |
| --- | --- |
| I(ovi) O(ptimo) M(aximo) PRO [sa]L(ute) [Nero-] [nis] CLAV[d]I CAE- SARIS AV[g](usti) IMP(eratoris) CANABA[rii] PVBLICE P(ublio) SVLPICIO SCRIBONIO PROCVLO LEG[(ato)] AVG(usti) P[r(o) p]R(aetore) CVRA ET IMPENSA Q(uinti) IVLI PRISCI ET Q(uinti) IVLI AVCTI | Dem Jupiter Optimus Maximus (haben geweiht) für das Heil des Nero Claudius Caesar Augustus Imperator die Bewohner der Canabae auf Grund eines öffentlichen Aktes (dieses Denkmal), als Publius Sulpicius Scribonius Proculus Statthalter war. Durchführung und Kosten haben übernommen Quintus Julius Priscus und Quintus Julius Auctus |

Nach dem Sturz und anschließenden Selbstmord Neros im Jahr 68 fiel seine Person einer reichsweiten Damnatio memoriae, angeordnet durch den Senat, zum Opfer. Diese ist auch in der Inschrift zur Mainzer Jupitersäule zu finden. In der zweiten und dritten Zeile wurden Name und Titel Neros bewusst unkenntlich gemacht; die Wörter sind aber noch entzifferbar.

## Datierung
Aufgrund der Inschriften ist eine relativ genaue Datierung der Großen Mainzer Jupitersäule möglich. Publius Sulpicius Scribonius Proculus war von circa 63 bis 67 Legat des obergermanischen Heeres, bis er durch eine von Nero selbst initiierte politische Intrige in den Selbstmord getrieben wurde.
Die verwendete Formulierung pro salute Neronis in der Weiheinschrift deutet, wie bereits erwähnt, auf eine Weihung aus Anlass eines erfolglosen Attentats auf Nero oder eines sonstigen außergewöhnlichen Ereignisses im Leben Neros hin. In Frage kommen hier einerseits die Ereignisse rund um die Ermordung von Neros Mutter, der jüngeren Agrippina (März 59), oder aber die Niederschlagung der Pisonischen Verschwörung im April des Jahres 65. Nach dem derzeitigen Stand der Forschung neigt man hierbei als Anlass der Widmung des Denkmals eher zur Pisonischen Verschwörung. Folgt man dieser Annahme, so ließe sich die Erschaffung der Jupitersäule relativ genau auf den Zeitraum 65 bis 67 eingrenzen.

## Bedeutung
Die Große Mainzer Jupitersäule zählt zu den bedeutendsten Denkmälern des römischen Mainz. Sie ist mit 12,50 Metern das größte der bisher bekannten Denkmäler dieses Typs und durch den reichen Reliefschmuck auch die am aufwendigsten gestaltete Jupitersäule. Aufgrund ihrer Bedeutung finden sich neben der Kopie des Großen Mainzer Jupitersäule in Mainz weitere Duplikate auf dem Gelände der Saalburg in Hessen (dort mit frei rekonstruierter Jupiterfigur), im Musée d'Archéologie Nationale in Saint-Germain-en-Laye bei Paris sowie im Museo della Civiltà Romana in Rom.
Die Bedeutung dieser Säule liegt einerseits in ihrer Funktion als richtungsweisender Prototyp des aus ihr entstehenden Typus der Jupitersäulen und Jupitergigantensäulen. Andererseits gilt sie auch als Beispiel für die Ausbildung eines gallo-römischen Kunst- und Religionsverständnisses in den eroberten germanischen Provinzen, deren relativ schnelle Entstehung am Beispiel der Großen Mainzer Jupitersäule sowohl zeitlich wie auch stilistisch nachvollzogen werden kann.
Zuletzt lässt das Denkmal selbst Rückschlüsse auf die Etablierung und Entwicklung des zivilen Lebens in der militärisch geprägten Garnisonsstadt Mogontiacum zu.

### Mischung römischer und keltischer Kunst- und Religionsvorstellungen
Die Entstehung der Großen Mainzer Jupitersäule ist mit ihrem gut eingrenzbaren Entstehungszeitraum ein wichtiger Hinweis darauf, dass die einheimische Bevölkerung relativ schnell zivilisatorische Errungenschaften und kulturelle Vorstellungen der römischen Besatzungsmacht übernahm. So weist das Denkmal zum einen architektonische Gestaltungselemente nach italischen Vorbildern auf. Das abgebildete Pantheon allerdings zeigt bereits die Verschmelzung römischer und keltischer Gottheiten infolge der Ausbildung einer neuen Religionsform gallo-römischer Ausprägung.

### Vorbild für Jupiter- und Jupitergigantensäulen

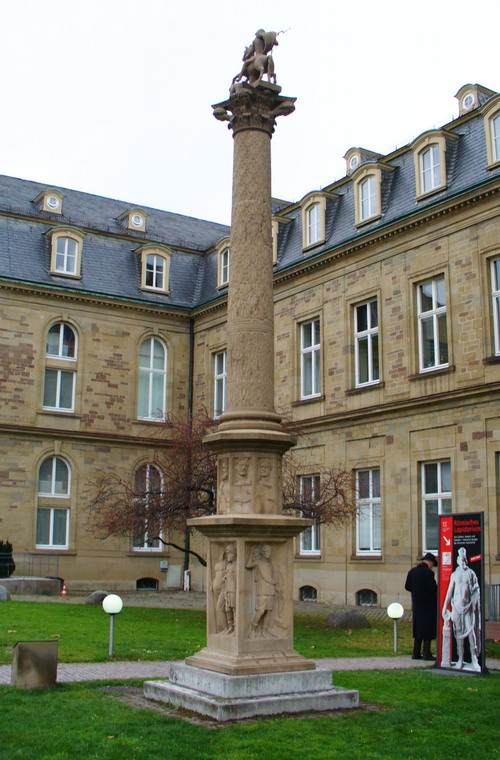
Rekonstruierte Jupitergigantensäule

Die Große Mainzer Jupitersäule gilt als Vorbild und erstes Exemplar der im nordwestlichen römischen Reich bis in das dritte Jahrhundert beliebten Jupiter(giganten)säulen. Aus der Jupitersäule von Mogontiacum entstand zum einen der Typus der Jupitersäulen. Diese ähneln in der Gestaltung eher dem Mainzer Vorbild. Auf einem Viergötterstein und einer oft mit Abbildungen verzierten Säule folgt in der Regel ein thronender Jupiter, manchmal auch zusammen mit seiner Gattin Iuno Regina.
Eine Modifikation der Jupitersäule stellt die Jupitergigantensäule dar. Hier wird Jupiter in der Rolle des Giganten niederreitenden Gottes dargestellt, der über das Chaos siegt und über den anderen Göttern und Menschen steht. Die Figurengruppe steht dabei meistens auf einer schlangenförmig geschuppten Säule. Dieser Typus war vor allem in der Provinz Germania superior verbreitet. Alleine in Mogontiacum und Umgebung fand man die Reste von bis zu 76 verschiedenen (?) Jupiter(giganten)säulen.
Jupiter- oder Jupitergigantensäulen waren generell zivile Weihedenkmäler, die oft auf eigenem Grund und Boden errichtet wurden, so beispielsweise bei villae rusticae. Jupitersäulen waren vor allem im zweiten und dritten Jahrhundert der beliebteste Votivdenkmaltyp in der Provinz Germania inferior. Archäologisch gehören beiden Typen heute zu den am besten dokumentierten Denkmälergruppen der beiden germanischen Provinzen.

### Rückschlüsse auf das zivile Leben in Mogontiacum im ersten Jahrhundert
Als ein von Bürgern gestiftetes ziviles Denkmal dieser maximal 70 Jahre alten Zivilsiedlung auf dem Gebiet der heutigen Mainzer Neustadt, die ja auch nur eine von mehreren canabae war, lässt die Große Mainzer Jupitersäule auf eine bereits zahlreiche und wohlhabende Bevölkerung im römischen Mainz des ersten Jahrhunderts schließen. Nur diese konnte es sich leisten, ein derart repräsentatives und kostspieliges Denkmal in Auftrag zu geben. Möglicherweise sollte die Errichtung der Großen Mainzer Jupitersäule und deren Weihung im Rahmen eines großen öffentlichen Aktes (publice) auch Bestrebungen der canabarii zur Erlangung der offiziellen Stadtrechte für ihre aufstrebende Zivilsiedlung unterstreichen.
Zudem ist die Jupitersäule das einzige Zeugnis römischer Provinzialkunst in Mogontiacum, dessen Schöpfer man genauer kennt. Die beiden Stifter werden in der Inschrift auf einem der Sockelsteine genannt. In den Personen der beiden einheimischen keltischen Brüder Samus und Severus sind uns die Künstler dank einer weiteren Inschrift an dem Denkmal bekannt.
In keinem anderen Ort fanden sich so viele zeitlich nachfolgende Weihungen von Jupitersäulen wie in Mogontiacum. So wurden weitere Jupiter(giganten)säulen an verschiedenen Stellen in heutigen Stadtgebiet von Mainz und seinem Umland gefunden, beispielsweise am Höfchen, am Gutenbergplatz, in der Neustadt, in Mainz-Kastel sowie eine aufwendig gearbeitete Jupitergigantensäule in Wiesbaden-Schierstein.